# Victory Pictures Corporation
Victory Pictures Corporation foi uma companhia cinematográfica estadunidense de produção e distribuição, fundada em 1935 pelo produtor e diretor Sam Katzman (1901-1973). Produziu 35 filmes, distribuindo-os em sua maioria, e encerrou suas atividades em 1939.

## Filmes
Sua primeira produção foi Danger Ahead, em 1935, e a última foi Trigger Fingers, em 1939, ambas distribuídas pela própria companhia. Entre seus filmes, destacam-se os seriados Shadow of Chinatown, de 1936, com Bela Lugosi, e Blake of Scotland Yard, em 1937, com Ralph Byrd. Entre os atores que trablaharam para a companhia, destacam-se Tom Tyler e Tim McCoy, que protagonizaram vários Westerns, e o atleta olímpico Herman Brix (mais tarde conhecido como Bruce Bennett).

## Filmografia parcial
- Danger Ahead (1935)
- Shadow of Chinatown (1936)
- Silks and Saddles (1936)
- The Phantom of the Range (1936)
- Two Minutes to Play (1936)
- Rip Roarin' Buckaroo (1936)
- Blake of Scotland Yard (1937)
- Cheyenne Rides Again (1937)
- Six-Gun Trail (1938)
- Lightning Carson Rides Again (1938)
- The Fighting Renegade (1939)
- Straight Shooter (1939)
- Outlaws' Paradise (1939)
- Texas Wildcats (1939)
- Code of the Cactus (1939)
- Trigger Fingers (1939)